# Học viện Hành chính và Quản trị công
Học viện Hành chính và Quản trị công (tiền thân là: Trường Hành chính) là đơn vị sự nghiệp công lập trọng điểm hạng đặc biệt thuộc hệ thống giáo dục quốc dân trực thuộc Học viện Chính trị Quốc gia Hồ Chí Minh. Đây là Học viện hệ công lập thuộc nhóm các trường Đại học, Học viện trọng điểm của Quốc gia Việt Nam và có tư cách pháp nhân, con dấu, tài khoản riêng tại Kho bạc Nhà nước.
Học viện là trung tâm quốc gia về thực hiện các chức năng đào tạo, bồi dưỡng năng lực, kiến thức, kỹ năng cho đội ngũ cán bộ, công chức, viên chức của nhà nước về hành chính, lãnh đạo, quản lý của toàn bộ nền công vụ Việt Nam; đào tạo nguồn nhân lực, nghiên cứu khoa học hành chính và tư vấn cho Bộ Nội vụ và Chính phủ Việt Nam trong lĩnh vực Hành chính công và Quản lý Nhà nước.

## Thông tin liên hệ
- Website: https://apag.edu.vn/
- Số điện thoại:  0243 834 3223
- Số fax: 0243 835 8943

## Địa chỉ
Học viện Hành chính và Quản trị công trụ sở chính tại thành phố Hà Nội:
- Cơ sở chính (trung tâm): Số 77 đường Nguyễn Chí Thanh, phường Giảng Võ, thủ đô Hà Nội, nước Việt Nam.
- Số 36, 38 đường Xuân La, phường Xuân Đỉnh, thủ đô Hà Nội, nước Việt Nam.
- Số 371 đường Nguyễn Hoàng Tôn, phường Xuân Đỉnh, thủ đô Hà Nội, nước Việt Nam.

Phân hiệu Học viện Hành chính và Quản trị công tại thành phố Đà Nẵng:
- Số 201 đường Phan Bội Châu, phường Thuận Hóa, thành phố Huế, nước Việt Nam.
- Số 749 đường Trần Hưng Đạo, phường Điện Bàn Đông, thành phố Đà Nẵng, nước Việt Nam.
- Số 02 đường Nguyễn Lộ Trạch, phường Hòa Cường, thành phố Đà Nẵng, nước Việt Nam.

Phân hiệu Học viện Hành chính và Quản trị công tại tỉnh Đắk Lắk:
- Số 02 đường Trương Quang Tuân, phường Tân Lập, tỉnh Đắk Lắk, nước Việt Nam.

Phân hiệu Học viện Hành chính và Quản trị công tại thành phố Hồ Chí Minh:
- Số 10 đường 03 tháng 02, phường Hòa Hưng, thành phố Hồ Chí Minh, nước Việt Nam.
- Số 181 đường Lê Đức Thọ, phường Gò Vấp, thành phố Hồ Chí Minh, nước Việt Nam.
- Số 06 đường Lý Thường Kiệt, phường Lâm Viên - Đà Lạt, tỉnh Lâm Đồng, nước Việt Nam.

## Lịch sử
Học viện Hành chính và Quản trị công tiền thân là Trường Hành chính, được thành lập theo Nghị định số 214-NV ngày 29 - 5 - 1959, do Phó Thủ tướng Phan Kế Toại ký. Trường trực thuộc Bộ Nội vụ, với nhiệm vụ huấn luyện cán bộ chính quyền cấp huyện. Trường đặt tại thôn Phù Lưu, xã Tân Hồng, huyện Từ Sơn, tỉnh Bắc Ninh và khai giảng khóa đầu tiên vào ngày 16 - 10 - 1959.
Ngày 29 - 9 - 1961, Trường được đổi tên thành Trường Hành chính Trung ương theo Nghị định số 130-CP của Hội đồng Chính phủ, có trụ sở tại Láng Hạ, Hà Nội - nơi đặt trụ sở Học viện ngày nay. Ngày 30 - 3 - 1977, Hội đồng Chính phủ ban hành Quyết định số 81-CP, chuyển Trường Hành chính Trung ương trực thuộc Bộ Nội vụ sang trực thuộc Ban Tổ chức của Chính phủ. Ngày 12 - 5 - 1980, Hội đồng Chính phủ ban hành Quyết định số 142-CP sáp nhập Trường Hành chính Trung ương và Trường Kinh tế Trung ương thành Trường Hành chính - Kinh tế Trung ương.
Ngày 08 - 6 - 1981, Hội đồng Bộ trưởng (nay là Chính phủ) ban hành Quyết định số 233-CP, tách Trường Hành chính - Kinh tế Trung ương thành 2 trường: Trường Hành chính Trung ương và Trường Quản lý Kinh tế Trung ương, trong đó Trường Hành chính Trung ương là cơ quan thuộc Hội đồng Bộ trưởng, hoạt động theo Quyết định số 91-HĐBT ngày 26 - 9 - 1981 quy định chức năng, nhiệm vụ và tổ chức bộ máy của Trường Hành chính Trung ương.
Ngày 01 - 11 - 1990, Chủ tịch Hội đồng Bộ trưởng ban hành Quyết định số 381-CT, đổi tên Trường Hành chính Trung ương thành Trường Hành chính Quốc gia; từ ngày 06 - 7 - 1992, được đổi tên thành Học viện Hành chính Quốc gia theo Nghị định số 253-HĐBT của Hội đồng Bộ trưởng. Theo Nghị định này, Học viện chịu sự quản lý trực tiếp của Hội đồng Bộ trưởng, là trung tâm đào tạo, bồi dưỡng công chức hành chính nhà nước và nghiên cứu khoa học hành chính nhà nước.
Giai đoạn từ tháng 5 - 2007 đến tháng 12 - 2013, Học viện hợp nhất với Học viện Chính trị quốc gia Hồ Chí Minh, thành Học viện Chính trị - Hành chính quốc gia Hồ Chí Minh. Giai đoạn này, Học viện mang tên Học viện Hành chính trực thuộc Học viện Chính trị - Hành chính quốc gia Hồ Chí Minh. Đến năm 2013, theo Nghị quyết số 121/NQ-CP, Học viện trực thuộc Bộ Nội vụ, với tên là Học viện Hành chính Quốc gia.
Năm 2017, Học viện tiếp nhận Trường Đào tạo, bồi dưỡng cán bộ, công chức trực thuộc Bộ Nội vụ theo Quyết định số 949/QĐ -TTg ngày 05 - 07 - 2017 của Thủ tướng Chính phủ về việc giải thể Trường Đào tạo, bồi dưỡng cán bộ, công chức trực thuộc Bộ Nội vụ.
Năm 2022, theo Quyết định số 699/QĐ-BNV của Bộ Nội vụ và Quyết định số 27/2022/QĐ-TTg của Thủ tướng Chính phủ, Trường Đại học Nội vụ Hà Nội được sáp nhập vào Học viện, từ đó hoàn thiện mô hình tổ chức, chức năng, nhiệm vụ đào tạo từ đại học, thạc sĩ, đến tiến sĩ và thực hiện bồi dưỡng cán bộ, công chức, viên chức.
Ngày 28 - 12 - 2024, Bộ Chính trị ban hành Quyết định số 214-QĐ/TW về chức năng, nhiệm vụ, tổ chức bộ máy của Học viện Chính trị quốc gia Hồ Chí Minh. Theo Quyết định này, Học viện Hành chính và Quản trị công là một trong 6 Học viện trực thuộc Học viện Chính trị quốc gia Hồ Chí Minh. Tiếp đó, ngày 08 - 01 - 2025, Giám đốc Học viện Chính trị quốc gia Hồ Chí Minh ban hành Quyết định số 55-QĐ/HVCTQG quy định về chức năng, nhiệm vụ và cơ cấu tổ chức của Học viện Hành chính và Quản trị công. Theo các quyết định này, Học viện Hành chính và Quản trị công là cơ sở giáo dục đại học trực thuộc Học viện Chính trị quốc gia Hồ Chí Minh, có chức năng đào tạo các trình độ đại học, thạc sĩ, tiến sĩ; nghiên cứu khoa học, chuyển giao công nghệ; hợp tác quốc tế và cung ứng dịch vụ công về hành chính, quản lý nhà nước và quản trị công, pháp lý theo yêu cầu của Đảng, Nhà nước, Học viện Chính trị quốc gia Hồ Chí Minh và nhu cầu xã hội.
Việc sáp nhập Học viện Hành chính Quốc gia vào Học viện Chính trị quốc gia Hồ Chí Minh là một quyết định mang tính chiến lược, thể hiện sự quyết tâm và tầm nhìn chiến lược của Đảng và Nhà nước trong việc thực hiện chủ trương sắp xếp tổ chức bộ máy tinh, gọn, mạnh, hiệu lực, hiệu quả. Quyết định này không chỉ nhằm tối ưu hóa các nguồn lực quốc gia mà còn góp phần nâng cao chất lượng đào tạo, bồi dưỡng đội ngũ cán bộ, công chức, viên chức và lãnh đạo, quản lý, đáp ứng nhu cầu phát triển của đất nước trong kỷ nguyên mới.

## Tên gọi qua các thời kỳ
- Học viện Hành chính và Quản trị công đã từng trải qua nhiều tên gọi khác nhau:
- Trường Hành chính (giai đoạn từ năm 1959 đến năm 1961).
- Trường Hành chính Trung ương (giai đoạn từ năm 1961 đến năm 1980).
- Trường Hành chính và Kinh tế Trung ương (giai đoạn từ năm 1980 đến năm 1981).
- Trường Hành chính Trung ương (giai đoạn từ năm 1981 đến năm 1990).
- Trường Hành chính Quốc gia (giai đoạn từ năm 1990 đến năm 1992).
- Học viện Hành chính Quốc gia (giai đoạn từ năm 1992 đến năm 2007).
- Học viện Hành chính (giai đoạn từ năm 2007 đến năm 2014).
- Học viện Hành chính Quốc gia (giai đoạn từ năm 2014 đến 2024).
- Học viện Hành chính và Quản trị công (giai đoạn từ 2025 đến nay).

## Nhiệm vụ, quyền hạn
Quyết định nêu rõ, Học viện Hành chính và Quản trị công có các nhiệm vụ giúp Học viện Chính trị Quốc gia Hồ Chí Minh. tổ chức thực hiện chương trình, nội dung đào tạo, bồi dưỡng cán bộ, công chức, viên chức về hành chính và quản lý nhà nước trên phạm vi cả nước theo quy định của pháp luật; bồi dưỡng kiến thức, kỹ năng quản lý nhà nước theo tiêu chuẩn ngạch công chức, chức danh nghề nghiệp viên chức theo quy định của pháp luật; bồi dưỡng kiến thức, kỹ năng theo yêu cầu vị trí việc làm lãnh đạo, quản lý, vị trí việc làm chuyên môn nghiệp vụ theo quy định của pháp luật. Bên cạnh đó, Học viện bồi dưỡng nâng cao trình độ chuyên môn, nghiệp vụ, phương pháp sư phạm cho giảng viên quản lý nhà nước trong hệ thống cơ sở đào tạo, bồi dưỡng, nghiên cứu; bồi dưỡng kiến thức, kỹ năng, nghiệp vụ quản trị, hành chính, quản lý nhà nước cho lãnh đạo, quản lý, cán bộ, công chức, viên chức trong hệ thống chính trị và các đối tượng trong doanh nghiệp nhà nước; tham gia nghiên cứu, điều tra, khảo sát, đánh giá nhu cầu, chất lượng bồi dưỡng cán bộ, công chức, viên chức; nghiên cứu, đề xuất phương hướng đổi mới và nâng cao chất lượng bồi dưỡng đáp ứng yêu cầu của quản lý nhà nước và nền công vụ; tổ chức tập huấn về nghiệp vụ quản lý đào tạo, bồi dưỡng cho cán bộ, công chức, viên chức làm công tác quản lý đào tạo, bồi dưỡng của các bộ, cơ quan ngang bộ, cơ quan thuộc Chính phủ, tổ chức chính trị - xã hội ở trung ương và các tỉnh, thành phố trực thuộc trung ương và một số nhiệm vụ khác theo chỉ đạo của giám đốc Học viện Chính trị Quốc gia Hồ Chí Minh. Học viện cũng đào tạo trình độ đại học, thạc sĩ, tiến sĩ theo quy định của Luật Giáo dục đại học và pháp luật hiện hành; tổ chức biên soạn chương trình, tài liệu bồi dưỡng cán bộ, công chức, viên chức theo nhiệm vụ, quyền hạn được giao và theo sự phân công của giám đốc Học viện Chính trị Quốc gia Hồ Chí Minh; xây dựng, ban hành và phát triển các chương trình, giáo trình, tài liệu phục vụ đào tạo đại học, sau đại học theo quy định của pháp luật,...

## Lãnh đạo hiện nay
Ban Giám đốc Học viện:
- Học viện Hành chính và Quản trị công:

1. PGS. TS. Nguyễn Bá Chiến - Giám đốc Học viện.
2. GS. TS. Nguyễn Quốc Sửu - Phó Giám đốc thường trực.
3. PGS. TS. Lương Thanh Cường - Phó Giám đốc.
4. TS. Nguyễn Đăng Quế - Phó Giám đốc.
5. TS. Bùi Phương Đình - Phó Giám đốc.
6. TS. Hoàng Ngọc Hải - Phó Giám đốc.

Ban Giám đốc các Phân hiệu:
- Phân hiệu Học viện Hành chính và Quản trị công tại thành phố Đà Nẵng:

1. PGS.TS. Nguyễn Hoàng Hiển - Giám đốc Phân hiệu.
2. TS. Trần Đình Chín – Phó Giám đốc Phân hiệu.

- Phân hiệu Học viện Hành chính và Quản trị công tại tỉnh Đắk Lắk:
  1. TS. Nguyễn Minh Sản - Giám đốc Phân hiệu.

- Phân hiệu Học viện Hành chính và Quản trị công tại thành phố Hồ Chí Minh:

1. TS. Trương Cộng Hòa - Giám đốc Phân hiệu.
2. TS. Nguyễn Thị Phương - Phó Giám đốc Phân hiệu.
3. TS. Võ Ngọc Hoa - Phó Giám đốc Phân hiệu.

## Cơ cấu tổ chức

### Các khoa, ban, đơn vị trực thuộc
I. Các đơn vị thuộc, trực thuộc:
1. Văn phòng. (Quyền Chánh Văn phòng: ThS. Nguyễn Thị Phong Lan)
2. Ban Tổ chức cán bộ. (Trưởng ban: TS. Nguyễn Huy Hoàng)
3. Ban Kế hoạch - Tài chính. (Quyền Trưởng ban: TS. Nguyễn Thu Thủy)
4. Ban Quản lý khoa học và Hợp tác quốc tế. (Quyền Trưởng ban: ThS. Phạm Thị Quỳnh Hoa)
5. Ban Quản lý đào tạo.  (Trưởng ban: TS. Lê Thanh Huyền)
6. Khoa Hành chính học. (Trưởng khoa: PGS.TS. Nguyễn Thị Hồng Hải)
7. Khoa Luật. (Trưởng khoa: PGS.TS. Trần Thị Diệu Oanh)
8. Khoa Quản lý phát triển xã hội. (Trưởng khoa: PGS.TS. Đặng Khắc Ánh)
9. Khoa Kinh tế. (Quyền Trưởng khoa: PGS.TS. Đỗ Thị Kim Tiên)
10. Khoa Quản trị nhân lực. (Trưởng khoa: PGS.TS. Hoàng Mai)
11. Khoa Lưu trữ học và Quản trị Văn phòng. (Trưởng khoa: NGƯT.PGS.TS. Nguyễn Thị Thu Vân)
12. Khoa Khoa học Liên ngành - Ngoại ngữ - Tin học. (Trưởng khoa: PGS.TS. Nguyễn Thị Thu Hà)
13. Tạp chí Quản lý Nhà nước. (Tổng biên tập: TS. Nguyễn Quang Vinh)
14. Trung tâm Thông tin - Thư viện. (Phó Giám đốc phụ trách: TS. Lê Anh Xuân)
15. Trung tâm Khảo thí và Đảm bảo chất lượng đào tạo. (Giám đốc: ThS. Nguyễn Đức Hạnh)
16. Phân hiệu Học viện Hành chính Quốc gia tại Quảng Nam. (Giám đốc: PGS.TS. Nguyễn Hoàng Hiển)
17. Phân hiệu Học viện Hành chính Quốc gia tại Thành phố Hồ Chí Minh. (Giám đốc: TS. Trương Cộng Hòa)

II. Các đơn vị do Giám đốc Học viện thành lập (cấp phòng):
1. Văn phòng Đảng - Đoàn thể. (Chánh Văn phòng: Nguyễn Minh Tuấn)

### Các tổ chức chính trị - xã hội
- Công đoàn Học viện Hành chính và Quản trị công.
- Đoàn Thanh niên Cộng sản Học viện Hành chính và Quản trị công.
- Hội Sinh viên, cựu Sinh viên Học viện Hành chính và Quản trị công.
- Hội Cựu chiến binh Học viện Hành chính và Quản trị công.
- Hội Cựu giáo chức Học viện Hành chính và Quản trị công.

## Hiệu trưởng, giám đốc qua các thời kỳ
| STT | Hiệu trưởng, giám đốc | Nguyên quán, quê quán                | Thời gian tại nhiệm |
| 1   | Tô Quang Đẩu          | huyện Văn Giang, tỉnh Hưng Yên       | 1959 - 1961         |
| 2   | Nguyễn Văn Ngọc       | huyện Gia Bình, tỉnh Bắc Ninh        | 1961 - 1963         |
| 3   | Lưu Văn Xằn           | thành phố Từ Sơn, tỉnh Bắc Ninh      | 1963 - 1974         |
| 4   | Mai Trọng Định        | thành phố Từ Sơn, tỉnh Bắc Ninh      | 1974 - 1980         |
| 5   | Mai Hữu Khuê          | huyện Đông Hưng, tỉnh Thái Bình      | 1980 - 1981         |
| 6   | Dương Văn Dật         | huyện Triệu Phong, tỉnh Quảng Trị    | 1981 - 1987         |
| 7   | Đoàn Trọng Truyến     | huyện Phú Lộc, tỉnh Thừa Thiên - Huế | 1987 - 1990         |
| 8   | Nguyễn Duy Gia        | huyện Triệu Phong, tỉnh Quảng Trị    | 1991 - 1997         |
| 9   | Nguyễn Ngọc Hiến      | quận 04, thành phố Hồ Chí Minh       | 1998 - 2006         |
| 10  | Nguyễn Trọng Điều     | huyện Ninh Giang, tỉnh Hải Dương     | 2006 - 2009         |
| 11  | Nguyễn Đăng Thành     | quận Bắc Từ Liêm, thành phố Hà Nội   | 2009 - 2014         |
| 12  | Trần Anh Tuấn         | thị xã Kiến Tường, tỉnh Long An      | 2014 - 2015         |
| 13  | Triệu Văn Cường       | thành phố Thái Bình, tỉnh Thái Bình  | 2015 - 2017         |
| 14  | Đặng Xuân Hoan        | huyện Kiến Xương, tỉnh Thái Bình     | 2017 - 2021         |
| 15  | Nguyễn Bá Chiến       | huyện Ba Vì, thành phố Hà Nội        | 2023 - nay          |

## Thành tích
Học viện Hành chính và Quản trị công và Trường Đại học Nội vụ Hà Nội (cũ) đã được Đảng & Nhà nước Việt Nam,... trao tặng nhiều phần thưởng cao quý như:
- Huân chương Lao động của nước Việt Nam.
- Huân chương Độc lập của nước Việt Nam.
- Huân chương Kháng chiến của nước Việt Nam.
- Huân chương Chiến công của nước Việt Nam.
- Huân chương Hồ Chí Minh của nước Việt Nam.
- Huân chương Sao Vàng của nước Việt Nam.
- Huân chương Hữu nghị của nước Lào.
- Huân chương Tự do (Huân chương Itxala) của nước Lào.
- Huân chương Lao động của nước Lào.
- Danh hiệu Anh hùng Lao động của nước Việt Nam.
- Danh hiệu Anh hùng Lực lượng vũ trang Nhân dân của nước Việt Nam.
- Danh hiệu Nhà giáo Ưu tú của nước Việt Nam.
- Danh hiệu Nhà giáo Nhân dân của nước Việt Nam.
- Bằng khen của Thủ tướng Chính phủ nước Việt Nam.
- Bằng khen của Chính phủ nước Việt Nam.
- Bằng khen của Bộ Nội vụ.
- Bằng khen của Bộ Giáo dục và Đào tạo.
- Bằng khen của Bộ Công an.
- Kỷ niệm chương Vì sự nghiệp Xây dựng tổ chức Công đoàn của Tổng Liên đoàn Lao động Việt Nam.
- Kỷ niệm chương Vì sự nghiệp Giáo dục nghề nghiệp của Bộ Giáo dục và Đào tạo.
- Kỷ niệm chương Vì sự nghiệp Văn hóa, Thể thao và Du lịch của Bộ Văn hóa, Thể thao và Du lịch.
- Kỷ niệm chương Vì sự nghiệp Ngành Tổ chức Nhà Nước của Bộ Nội vụ.
- Kỷ niệm chương Vì sự nghiệp Bảo vệ Đảng của Đảng ủy Khối cơ quan Trung ương.
- Kỷ niệm chương Bảo vệ An ninh Tổ Quốc của Bộ Công an.
- Kỷ niệm chương Vì sự nghiệp Văn thư Lưu trữ của Bộ Nội vụ.
- Kỉ niệm chương Vì sự nghiệp Báo chí Việt Nam của Hội Nhà báo Việt Nam.
- Kỷ niệm chương Hùng Vương của Uỷ ban Nhân dân tỉnh Hà Bắc và tỉnh Vĩnh Phú.
- Nhiều Bằng khen, giấy khen, cờ thi đua của Uỷ ban Nhân dân thành phố Hà Nội, Ủy ban Nhân dân thành phố Hồ Chí Minh, Ủy ban Nhân dân thành phố Đà Nẵng, Ban Chấp hành Trung ương Đoàn Thanh niên Cộng sản Hồ Chí Minh, Liên đoàn Lao động Việt Nam (Công đoàn Việt Nam) trao tặng.
- Đảng bộ của nhà trường đạt danh hiệu "Đảng bộ trong sạch, vững mạnh" trong nhiều năm liền.
- Công đoàn, Đoàn Thanh niên Cộng sản của nhà trường đoạt được nhiều danh hiệu trong nhiều năm liền.
- Đơn vị đoạt được cờ luân lưu thi đua khen thưởng của Bộ Nội vụ, Bộ Giáo dục và Đào tạo, Chính phủ Việt Nam trong 08 năm liên tiếp.
- Và nhiều phần thưởng vinh dự và cao quý khác v.v...